# Cmentarz żydowski w Mroczy
Cmentarz żydowski w Mroczy – kirkut mieścił się przy ulicy Piotra, na niewielkim wzniesieniu. Powstał zapewne w XIX wieku. Obecnie nie ma na nim nagrobków, ponieważ w czasie II wojny światowej uległ dewastacji. Brak materialnego śladu po istniejącej nekropolii.